# Liste der Monuments historiques in Mesnil-Lettre
Die Liste der Monuments historiques in Mesnil-Lettre führt die Monuments historiques in der französischen Gemeinde Mesnil-Lettre auf.

## Liste der Objekte
| Bezeichnung                        | Beschreibung                                                                 | Standort                                | Kennzeichnung | Schutzstatus | Datum | Bild           |
| ---------------------------------- | ---------------------------------------------------------------------------- | --------------------------------------- | ------------- | ------------ | ----- | -------------- |
| Skulptur Petrus auf dem Papstthron | Kalkstein, farbig gefasst, erste Hälfte des 16. Jahrhunderts                 | in der Kirche St-Pierre-ès-Liens (Lage) | PM10001216    | Classé       | 1908  | weitere Bilder |
| Skulptur Heiliger Claudius         | Kalkstein, farbig gefasst und übertüncht, zweite Hälfte des 16. Jahrhunderts | in der Kirche St-Pierre-ès-Liens (Lage) | PM10001219    | Classé       | 1960  |                |
| Skulptur Heiliger Eligius (1)      | Kalkstein, farbig gefasst und übertüncht, 13. oder 14. Jahrhundert           | in der Kirche St-Pierre-ès-Liens (Lage) | PM10004785    | Classé       | 1980  |                |
| Chorschranke                       | Eichenholz, bemalt, Mitte des 16. Jahrhunderts                               | in der Kirche St-Pierre-ès-Liens (Lage) | PM10001217    | Classé       | 1960  |                |
| Skulptur Madonna mit Kind          | Holz, farbig gefasst, 16. Jahrhundert; 1965 gestohlen                        | in der Kirche St-Pierre-ès-Liens (Lage) | PM10001218    | Classé       | 1960  |                |
| Skulptur Heiliger Eligius (2)      | Kalkstein, farbig gefasst, zweite Hälfte des 16. Jahrhunderts                | in der Kirche St-Pierre-ès-Liens (Lage) | PM10001220    | Classé       | 1980  |                |